# Opinionsnämnden
Opinionsnämnden var ett organ inom riksdagen under 1809 års regeringsform. Tillsammans med riksrätten var opinionsnämnden det sätt genom vilka Högsta domstolens ledamöter kunde ställas till svars.
Vid varje riksdag kunde ett visst antal domare avsättas om de på grund av ålder, sjuklighet eller av andra orsaker blivit oförmögna att på ett värdigt sätt uppfylla sina åtaganden eller om de inte längre hade allmänt förtroende.
Vid 1809 års riksdag fann konstitutionsutskottet att det var nödvändigt att inrätta denna nämnd då den högsta domarmakten annars, som en oavsättlig korporation, skulle utgöra en stat i staten. Konstitutionsutskottet menade att formerna för opinionsnämndens verksamhet skulle säkerställa domarnas självständighet i tjänsteutövningen både i förhållande till privata intressen och från att riksdagen lade sig i enskilda rättegångsärenden.
I 103 § av 1809 års regeringsform i dess lydelse av 1815 skulle rikets ständer vid varje riksdag välja 12 ledamöter av varje stånd, sammanlagt 48 personer, till en nämnd, Opinionsnämnden vanligen kallad, som hade att avgöra om Högsta domstolens samtliga ledamöter gjort sig förtjänta av att behålla sina ämbeten eller om vissa av dem, utan att det prövades om de begått något fel eller brott, ändå borde skiljas från att utöva den högsta domsrätten. Nämndens samtliga ledamöter röstade med slutna valsedlar om ifall det skulle anställas omröstning till uteslutande av något av justitieråden. Om de flesta eller alla ledamöter röstade mot att en sådan omröstning skulle hållas fick samtliga domare behålla sina tjänster. Om däremot majoriteten röstade för en sådan omröstning skulle var och en av nämndens ledamöter göra upp en sluten lista på de av Högsta domstolens ledamöter som han ansåg borde avsättas. De tre bland dessa justitieråd som fått det största antalet röster emot sig skulle sedan ställas, var för sig, under en ny omröstning varvid två tredjedelar av rösterna krävdes för att avsätta någon. 
I samband med 1866 år riksdagsordning förändrades dessa stadganden så att lagtima riksdag vart tredje år skulle tillsätta denna nämnd samt att vardera av riksdagens två kammare skulle tillsätta 24 ledamöter. Bestämmelserna om opinionsnämndens omröstning överflyttades också till 69 § i riksdagsordningen. Vid inrättandet av regeringsrätten 1909 ökades opinionsnämndens räckvidd till att även omfatta denna domstol. Opinionsnämnden avskaffades med införandet av 1974 års regeringsform.